# Bridget Bate Tichenor
Bridget Bate Tichenor, nata Bridget Pamela Arkwright Bate e nota anche come Bridget Tichenor o B.B.T., (Parigi, 22 novembre 1917 – Città del Messico, 20 ottobre 1990), è stata una pittrice messicana surrealista, autrice di arte fantastica nella scuola del realismo magico, e creatrice di moda. Di origini britanniche, tra la fine degli anni quaranta e l'inizio degli anni cinquanta si unì al gruppo di artiste della scuola del realismo magico che emigrarono in Messico, Paese che elesse più tardi come patria.

## Biografia
Era figlia dello statunitense Frederick Blantford Bate (1886-1970), giornalista della NBC agli inizi del XX secolo, e dell'aristocratica inglese Vera Nina Arkwright Bate (1883–1948), nota più tardi come Vera Bate Lombardi in seguito al divorzio dal padre di Bridget ed al secondo matrimonio con l'ufficiale di cavalleria italiano Alberto Lombardi. La nonna materna, Rosa Frederica Baring, apparteneva alla famiglia dei banchieri Baring, e discendeva da Sir Francis Baring, fondatore della Barings Bank. In conseguenza dei matrimoni della famiglia Baring, Bridget era imparentata alla lontana con molte famiglie dell'aristocrazia europea.
Pur essendo nata in Francia, Bridget trascorse la giovinezza in Inghilterra e frequentò scuole sia nella stessa Inghilterra, sia Francia che in Italia. A 16 anni seguì la madre, che a Parigi lavorava come modella per Coco Chanel, di cui pare avesse curato le pubbliche relazioni con le famiglie reali d'Europa fra il 1925 ed il 1938. Vera Bate Lombardi era in stretti rapporti d'amicizia con il conte Léon de Laborde, da cui era stata presentata a Coco Chanel. Il bisnipote del conte Léon de Laborde, l'economista Carlos de Laborde-Noguez, insieme alla moglie Marina Lascaris, al fratello Daniel de Laborde-Noguez ed alla cognata Marie Aimée de Motalembert sarebbero divenuti in seguito i migliori amici di B.B.T., gli unici e fidati punti di riferimento. Bridget visse tra Roma e Parigi dal 1930 al 1938.
Il padre la guidò con attenzione nel suo percorso artistico. Le consigliò di frequentare la Scuola d'arte «Slade» di Londra, ed in seguito le fece visita in Messico. L'amico intimo di Bate, il fotografo surrealista Man Ray, ritrasse Bridget durante le varie fasi della sua carriera di modella da Parigi a New York.

### Trasferimento negli Stati Uniti d'America
Nel 1939 Bridget sposò lo statunitense Hugh Joseph Chisholm, ma si trattò di un matrimonio combinato, escogitato dalla madre Vera che, con la complicità di Cole Porter e della moglie, voleva allontanare la figlia dall'Europa su cui incombeva la minaccia della seconda guerra mondiale. Gli sposi ebbero un figlio, nato nel 1940, che chiamarono Jeremy, e che a sei mesi venne affidato alle cure di un parente del padre. In seguito Jeremy Chisholm andò a vivere con Hugh e da grande divenne uomo d'affari e cavallerizzo rinomato negli Stati Uniti, in Gran Bretagna ed in Europa; insieme alla moglie fondò la Chisholm Gallery. Jeremy morì a Boston nel 1982.
Nel 1943 Bridget studiò presso la «Art Students League» di New York sotto la guida del pittore statunitense Reginald Marsh (1898-1954) e fra i suoi compagni di scuola vi furono i pittori Paul Cadmus (1904-1999) e George Tooker (1920-2011). In questo periodo i suoi conoscenti dicevano di lei che "faceva colpo", era "affascinante", "una vera bellezza dotata di grandi occhi azzurri e sontuosi capelli neri". Abitava in un appartamento all'Hotel Plaza ed indossava capi creati dalla stilista di Manhattan Hattie Carnegie. Più o meno in questo periodo la scrittrice Anaïs Nin annotava sul suo diario la propria infatuazione per Bridget.
In occasione di un ricevimento presso l'appartamento in Park Avenue del fotografo George Platt Lynes, che l'aveva spesso ritratta, nel 1943 Bridget conobbe Jonathan Tichenor, l'assistente di Lynes, con cui iniziò una storia d'amore l'anno successivo, quando il marito di lei era all'estero per lavoro. L'11 dicembre 1944 Bridget divorziò da Chisholm e si trasferì in una residenza dell'Upper East Side insieme a Peggy Guggenheim, per poi trasferirsi di nuovo nello studio di un artista in MacDougal Street di Manhattan, dopo aver sposato Jonathan Tichenor nel 1945.

### Vita in Messico
Le culture mesoamericane, unitamente alla formazione internazionale di Bridget Bate Tichenor, influenzarono lo stile e le tematiche della sua opera di pittrice del realismo magico in Messico, dove si trasferì dopo essersi unita ad un gruppo di artiste del surrealismo e del realismo magico in partenza per il Messico fra la fine degli anni quaranta e l'inizio degli anni cinquanta.
L'idea del Messico venne fornita a Bridget dal poeta britannico Edward James (1907-1984), suo cugino ed amico, sostenitore e mecenate del surrealismo, ritratto da René Magritte, surrealista a propria volta e collezionista nonché patrocinatore della rivista Minotaure, che veniva pubblicata a Parigi. James viveva a Las Pozas ("le Pozzanghere"), la residenza da lui stesso creata nello stato messicano di San Luis Potosí, nel cui vasto giardino erano esposte sculture accanto a cascate naturali, stagni e sculture surreali in calcestruzzo.
Bridget aveva incontrato James per la prima volta a Parigi negli anni trenta e venne da lui invitata nel 1947 a fargli di nuovo visita nella sua casa a Xilitla, presso Tampico, nella terra dell'antica civiltà degli Olmechi sulla Costa del Golfo degli Stati Uniti d'America. A lungo James aveva sollecitato la cugina affinché si sottoponesse alla stessa iniziazione spirituale segreta che egli aveva ricevuto. La trasformazione della vita di Bridget e la sua tendenza artistica sopraggiunsero con le rivelazioni che avvennero durante questo viaggio.
Bridget si trasferì definitivamente in Messico nel 1953, subito dopo aver divorziato anche dal secondo marito, Jonathan Tichenor, lasciandosi alle spalle oltre al matrimonio anche il lavoro come redattrice della rivista Vogue. Espatriò insieme a pittrici come Leonora Carrington, Remedios Varo, Alice Rahon e la fotografa Kati Horna.
Avendo assimilato diverse culture europee ed americane attraverso identità multiple che riflettevano le varie fasi della sua vita, Bridget riconobbe i cicli precolombiani di creazione, distruzione e risurrezione che riecheggiavano gli eventi catastrofici della propria vita aggravati dal contesto distruttivo e ricostruttivo delle due guerre mondiali. L'apertura del Messico all'epoca alimentò le sue aspettative personali di un futuro ricco di ispirazione artistica senza limiti in un mondo veramente nuovo, basato sulla metafisica, un mondo in cui un fermento di ideali sociali, politici e spirituali potesse essere immortalato per mezzo della trasposizione artistica.
Nel 1958 espose nel First Salon of Women's Art, esposizione artistica al femminile, presso le Galerías Excelsior in Messico insieme a Carrington, Rahon, Varo e ad altre autrici di arte contemporanea della sua epoca. Nello stesso anno acquistò il ranch Contembo, presso il villaggio di Ario de Rosales, nel Michoacán, nel quale si ritirò a dipingere con l'unica compagnia dei suoi numerosi animali fino al 1978.
Alcuni fra i migliori amici di Bridget Bate Tichenor furono pittori ed artisti residenti in Messico: fra essi vi erano Leonora Carrington, Alan Glass e Pedro Friedeberg. Quest'ultimo, nel 1971 a Città del Messico, le presentò l'amico ed ex allievo Zachary Selig, artista e spiritista statunitense. B.B.T. adottò spiritualmente Selig quale protetto e ne divenne mentore fino al 1990, anno in cui Bridget morì. Nel 1978 Selig le presentò il fotografo di moda Francesco Scavullo, che ne eseguì il ritratto fotografico.
Nel 1972 e nel 1974 espose presso la galleria Pecanins della Colonia Roma, a Città del Messico.
Fra il 1982 ed il 1984 Bridget Bate Tichenor visse a Roma e dipinse una serie di opere intitolate Maschere, Guide Spirituali e Duplici Divinità (Masks, Spiritual Guides, and Dual Deities). Trascorse gli ultimi anni della sua vita in Messico, nella propria casa di San Miguel de Allende, nello stato di Guanajuato.
Nel 1985 B.B.T. fu il soggetto di un documentario intitolato Rara Avis, girato nella casa del barone Alexander von Wuthenau a Città del Messico e diretto da Tufic Makhlouf. Il documentario poneva l'accento in particolare sulla vita di Bridget in Europa, quando era stata fotografata da Man Ray, Cecil Beaton, Irving Penn, John Rawlings, George Platt Lynes. Il video continuava con la sua carriera a New York come redattrice di moda per Vogue fra il 1945 ed il 1952, e terminava illustrandone l'adesione al realismo magico pittorico che avvenne in Messico a partire dal 1956. Il titolo del video è un'espressione latina ripresa dal poeta Giovenale che indica un uccello raro ed unico, il cigno nero. Rara avis venne proiettato nel 2008 al festival internazionale del cinema di Morelia.
Una mostra retrospettiva venne organizzata presso l'Istituto delle Belle Arti di San Miguel de Allende nel febbraio 1990, nove mesi prima che Bridget morisse.

### Contembo Ranch
L'architettura della casa di Bridget Bate Tichenor al Contembo Ranch nel Michoacán era quella di una semplice villa di campagna in stile toscano, progettata con la pianta a croce e con la struttura muraria formata da una doppia trama di laterizi e di mattoni crudi. Fu fatta costruire nel 1958 da Bridget insieme al suo compagno P'urhépecha (o tarasco) Roberto. Nel linguaggio P'urhépecha il comune di Ario de Rosales in cui sorgeva la villa era definito "luogo in cui qualcosa fu mandato a dire", e Bridget divenne un "canale" artistico per il luogo che aveva scelto di definire casa.
Molti tra i volti ed i corpi delle creature magiche nei suoi dipinti erano basati sulle fattezze degli amici, dei domestici locali P'urhépecha e degli animali di cui Bridget possedeva un notevole assortimento: terrier, chihuahua, mastini, pecore, capre, scimmie, pappagalli, iguane, serpenti, cavalli, mucche.
Luce, colori e paesaggi dei dipinti di B.B.T. erano ispirati dalla topografia della terra vulcanica che circondava la sua casa in cima alla montagna, dal turchese degli stagni e della cascata nella sua proprietà, dal rosso delle montagne ricoperte di pini che vedeva dalle finestre del suo studio e che all'orizzonte sembravano riversarsi nell'oceano Pacifico.

### La morte e l'eredità artistica
Dopo la morte di suo figlio Jeremy Chisholm nel 1982 Bridget non ebbe più contatti con la famiglia. Scelse di stare unicamente con gli amici più intimi, gli stessi che aveva conosciuto tramite Vera Bate Lombardi, quando avvertì avvicinarsi la morte, avvenuta in casa di Daniel de Laborde-Noguez e Marie Aimée de Montalembert nella Calle Tabasco di Città del Messico nel 1990.
Quando B.B.T. morì, nessuno della sua famiglia le era sopravvissuto, né vi erano parenti citati nel testamento di lei. Pedro Friedeberg ed i componenti della famiglia Laborde-Noguez si spartirono i duecento dipinti rimasti. Le sue opere divennero parte di importanti collezioni private e pubbliche negli Stati Uniti, in Messico ed in Europa, fra cui quelle delle famiglie Churchill e Rockefeller. Ne vennero apprezzate in particolare la raffinata natura esoterica, la cura dei dettagli e l'elevata qualità tecnica.
Il primo approccio biografico alla personalità artistica di B.B.T. con una prospettiva di venti anni di distanza venne pubblicato nel 2010 dal suo protetto Zachary Selig: The First Biography of the Life of Bridget Bate Tichenor. La biografia di Selig venne citata dalla stampa in occasione della retrospettiva organizzata presso il Museo di Città del Messico nel 2012.
L'artista Pedro Friedeberg scrisse di Bridget e della vita con lei in Messico nel suo libro di memorie del 2011. Nel volume sono incluse le descrizioni dei rapporti di B.B.T. con gli amici ed i contemporanei Salvador Dalí, Zachary Selig, Leonora Carrington, Kati Horna, Tamara de Lempicka ed Edward James.
In seguito crebbe l'interesse dei collezionisti e dei musei per le opere di Bridget Bate Tichenor, come pure le raccolte di foto artistiche di cui B.B.T. costituiva il soggetto. Diversi suoi ritratti, ed alcuni fra i suoi quadri, vennero venduti all'asta.
Nel 2008 i suoi quadri vennero esposti presso il museo d'arte contemporanea di Monterrey insieme a quelli di altre artiste messicane fra le quali Frida Kahlo. La mostra era intitolata Storie di donne: artiste del ventesimo secolo in Messico (History of Women: Twentieth-Century Artists in Mexico) e dedicata a donne che in Messico erano riuscite a trovare la propria espressione personale nell'ambito di diverse discipline artistiche.
Un'altra esposizione dedicata alla valorizzazione delle sue opere si tenne nel 2012 a Los Angeles, organizzata dal LACMA e dal Museo de Arte Moderno di Città del Messico, con il titolo Nel paese delle meraviglie: le avventure surrealiste di artiste in Messico e negli Stati Uniti (The Surrealist Adventures of Women Artists in Mexico and the United States). Sempre nel 2012 si tenne una mostra interamente dedicata a Bridget Bate Tichenor, alla sua concezione surrealista ed alla sua tecnica, presso il museo di Città del Messico.

## Tecnica pittorica
La tecnica pittorica di Bridget Bate Tichenor era basata sulle formule italiane della pittura a tempera risalenti al XVI secolo che Paul Cadmus le aveva insegnato a New York nel 1945, mentre Bridget lavorava ad un guscio d'uovo in gesso su tavola di masonite cui stava applicando, al posto della tempera, molteplici strati di vernice ad olio trasparente, definiti attraverso il chiaroscuro e l'inserimento, qua e là, di fini setole di una spazzola di zibellino.

## L'arte di Bridget Bate Tichenor
Per Bridget Bate Tichenor il proprio lavoro possedeva una natura spirituale, che rifletteva antiche religioni occulte, magia, alchimia e mitologia mesoamericana nel suo stile pittorico di derivazione rinascimentale.
All'epoca in cui si trasferì in Messico nel 1953, Bridget iniziò una sorta di viaggio esistenziale attraverso l'arte ed il misticismo, ispirati dal suo credo in spiriti ancestrali, e finalizzati alla realizzazione di sé. Dipingendo sola in luoghi isolati, riusciva a togliersi la maschera pubblica cui le convenzioni la costringevano in famiglia e nella società, ed a trovare la propria nascosta identità umana e spirituale, che veniva poi nuovamente celata attraverso maschere e personaggi nei suoi dipinti, in rappresentazione del suo credo e delle sue sacre verità.
Tale processo interiore di rivelazione e realizzazione di sé, gelosamente protetto, venne ritratto allegoricamente attraverso un cast di personaggi mitologici collocati in scenari magici. L'artista fissò sulla tela una drammatizzazione della propria vita e delle proprie interrogazioni esistenziali attraverso un linguaggio visivo eloquente ed un vocabolario artistico che mantenne segreto.